# Judecătorul (film din 2014)
Judecătorul (titlu original: The Judge) este un film american din 2014, în regia lui David Dobkin. Rolurile au fost interpretate de actorii Robert Downey Jr., Robert Duvall, Vera Farmiga, Vincent D'Onofrio, Jeremy Strong, Dax Shepard și Billy Bob Thornton. A fost lansat pe 10 octombrie 2014 în Statele Unite.